# Bridget Marquardt
Bridget Marquardt, rodným jménem Bridget Christina Sandmeier (* 25. září 1973) je americká televizní osobnost, modelka a herečka.
Známou se stala rolí v televizním seriálu The Girls Next Door, který zobrazil její život přítelkyně zakladatele Playboye Hugha Hefnera. Přestože nebyla Playboy Playmate, objevila se nahá na fotografiích s Holly Madison a Kendra Wilkinson.